# インドネシアのエネルギー資源
インドネシアのエネルギー資源（インドネシアのエネルギーしげん）では、インドネシアにおけるエネルギー資源の産出と利用、関係する諸問題について述べる。 2009年に石油、石炭、天然ガス、パーム油を生産し、2010年にエネルギー原材料として利用された。太陽光、風力、水力、地熱などの再生可能エネルギー潜在力が高く、熱帯雨林と泥炭地帯には豊富な石炭貯蔵量がある。地質学的に不安定な国であるが、2009年には第10位の天然ガス生産国であり76億立方メートル（bcm）と世界生産量の2.5％が輸出された。また2009年にインドネシアは第5位の石炭生産国であり、2億6,300万トンの硬質石炭（大半の2億3000万トンは輸出された）と3,800万トンの褐炭があった。

## 概要
| インドネシア国内エネルギー統計                         | インドネシア国内エネルギー統計 | インドネシア国内エネルギー統計 | インドネシア国内エネルギー統計 | インドネシア国内エネルギー統計 | インドネシア国内エネルギー統計 | インドネシア国内エネルギー統計 |
|                                                        | 人口                           | 一次エネルギー供給量           | 生産量                         | 輸出                           | 発電                           | CO2-排出量                     |
|                                                        | Million                        | TWh                            | TWh                            | TWh                            | TWh                            | Mt                             |
| ------------------------------------------------------ | ------------------------------ | ------------------------------ | ------------------------------ | ------------------------------ | ------------------------------ | ------------------------------ |
| 2004                                                   | 217.6                          | 2,024                          | 3,001                          | 973                            | 104                            | 336                            |
| 2007                                                   | 225.6                          | 2,217                          | 3,851                          | 1,623                          | 127                            | 377                            |
| 2008                                                   | 228.3                          | 2,311                          | 4,035                          | 1,714                          | 134                            | 385                            |
| 2009                                                   | 230.0                          | 2,349                          | 4,092                          | 1,787                          | 140                            | 376                            |
| 2010                                                   | 239.9                          | 2,417                          | 4,436                          | 2,007                          | 154                            | 411                            |
| 2012                                                   | 242.3                          | 2,431                          | 4,589                          | 2,149                          | 166                            | 426                            |
| 2012R                                                  | 246.9                          | 2,484                          | 5,120                          | 2,631                          | 181                            | 435                            |
| 2013                                                   | 250.0                          | 2,485                          | 5,350                          | 2,858                          | 198                            | 425                            |
| Change 2004-10                                         | 10.2%                          | 19.4%                          | 48%                            | 106%                           | 48%                            | 22%                            |
| Mtoe = 11.63 TWh 2012R = CO2計算基準が変更され数値更新 |                                |                                |                                |                                |                                |                                |

IEAによるとエネルギー生産は2004年から2008年にかけて34％増加し、76％を輸出した。

## 種類別エネルギー

### 化石燃料

#### 石炭
中低品質の石炭を供給しており、現在の生産水準では石炭埋蔵量は80年以上持続すると予想された。2009年には、インドネシアは世界第2位の石炭輸出国で、中国、インド、日本、イタリアなどに輸出した。カリマンタン（ボルネオ）と南スマトラは石炭採掘の中心地である。生産量は2007年のわずか2億トンから2013年には4億トンに急増した。 インドネシアの石炭採掘協会（Coal Mining Association ）の議長によると、2014年の生産量は4億5000万トン。
石炭生産は、カリマンタンの森林破壊のリスクをもたらす。グリーンピースの報告によると、インドネシアの石炭工場は漁獲量を減少させ、呼吸関連疾患を増加させている

#### 石油

かつて純石油輸出国であった。

国内経済の主要分野であり、1980年代は重要な石油輸出国であった。 2000年以降、生産量が減少している間も国内消費は増加を続けているため、近年石油の輸入を増加させ始めている。 インドネシア国内では、スマトラ、ボルネオ、ジャワ、西パプア州にかなりの埋蔵量がある。全国に約60の盆地があると言われているが、そのうち22箇所だけが探検され、開発された。インドネシアの主な油田は以下。
- ミナス；アメリカのシェブロン・パシフィック・インドネシアが運営するスマトラ島のリアウ州は、インドネシア最大の石油塊であり、現地生産量は国内の年間産油生産量の約20〜25％[6]。
- ドゥリー；スマトラのリアウにあるベンカリス・リージェンシーのドゥリー畑は、米国に本拠を置くシェブロン・パシフィック・インドネシアが運営している。[7]
- ロカン；シェブロン・パシフィック・インドネシアが運営するスマトラ川流域のロカン畑は、ロカン・ヒルール・リージェンシーが最近開発した広大な地域。
- チェプ； アメリカのエクソンモービルの子会社であるMobil Cepu Ltdが管理しているチェプは、トゥバンの町の近くの中部および東部ジャワの国境に位置する。2001年3月に発見され、6億バレルの石油と1.7兆キュベットのガスの埋蔵量が確認された。この地域は、事業者とインドネシア政府との間で進行中の議論の対象となっている。[8]生産量は、2012年初めの約20,000バレルから2014年末には約165,000バレルに増加すると予測された。[9]

#### ガス

ガス比率

ガス開発の重要性が高いとの認識が高まっており、原則として政府は天然ガスへの投資を優先する動きを支持している。 実際には、石油分野への投資を後退させている問題の多くはガスへの投資にも影響するため、民間投資家、特に外国人投資家は投資に消極的である。2013年中頃、インドネシアの主なガス田は以下。
- マハカム；東カリマンタン州のマハカムは、国際石油開発帝石からの参加によるトータルE＆Pインドネシアの管理下にあり、インドネシアの天然ガス生産量の約30％を占める。2013年中頃には、1日あたり約1.7億立方フィートのガスと67,000バレルの凝縮水を生産していると報告された。プルタミナが管轄の全部または一部を引き継ぐという提案を含む、将来の管理詳細については、現在議論が進行中である。[11]2013年10月、トータルE＆Pインドネシアは、現地での新規プロジェクトの探鉱を停止すると発表した。[12]2015年にエネルギー・資源大臣は、当該地域の管理をトータルE＆Pインドネシアとインペックスからプルタミナに移管する政令を発した。[13]
- タングー；BP (企業)が運営する西パプア州のビントゥニ湾タングーでは、4.4兆立方フィートのガス埋蔵量が確認された。近い将来の年間生産量は、760万トンに達すると期待される。 [14]
- アルン；アチェのアルンは、1970年代からエクソンモービルで運営されている。 現場の埋蔵量は現在ほとんどなくなり、生産は徐々に段階的に廃止された。 ピーク時には1日あたり約3.4ミル立方フィートのガス（1994年）および1日あたり約130,000のコンデンセート（1989年）を生産した。系列会社は近くのロークスコンのA地区とD地区、北スマトラ州のオフショアガス田も運営している。[15] 2015年9月、インドネシア支社はアチェで資産をプルタミナに売却した。 この売却には、北スマトラ州のオフショアの資産（100％）、B地区の持分（100％）、アルン天然ガス液化社（NGL）工場の持分（30％）の売却が含まれる。 買収完了後、プルタミナはアルンNGL工場の株式の85％を保有する見込である。[16]
- 東ナトゥナ；南シナ海のナトゥナ諸島にある東ナトゥナ・ガス田 （旧ナトゥナ・D・アルファ）は、東南アジアで最大のガス埋蔵量の1つと考えられており、46兆立方フィート（tcf）のガスの埋蔵量の実績があると推定された。2020年に生産を拡大し、1日あたり4,000mmscf（100万標準フィート）の生産量が20年間持続することを掲げている。 [17]
- バンユー・ウリップ；インドネシアの主要な分野であるバンユー・ウリップ畑は、東ジャワ州ボジャネゴロ・リージェンシーのチェプ地区にある。持分としては、子会社であるプルタミナのチェプ支社（45％）とエクソンモービルのチェプ支社の（45％）が保有する。エクソンモービルが運営担当である。[18]
- マゼラ；2016年初頭時点でインドネシア政府が開発を検討しているマセラは、 ティモール島の東にありオーストラリアのティモールとダーウィン (ノーザンテリトリー)のほぼ中間に位置している。この分野の主な投資家は株式を保有している国際石油開発帝石(65％)とシェル(35％)である。 開発された場合、この分野はインドネシアで最大の深海ガスプロジェクトになる可能性が高く、投資額は14-19億ドルになる見込みである。10兆立方フィート以上のガスが存在すると見込まれるが[19]、この分野の開発はオフショアかオンショアの処理施設で運営するか未定であり遅れていた。2016年3月に[20] ジョコ・ウィドド大統領は陸上にすべきと指示した[21]。この計画の変更は投資家の大幅な負担増になり、プロジェクトの開始を遅らせることになった。投資家はインドネシア政府に改訂版開発計画の提出を提案された。[22]

#### シェールガス
スマトラ沖およびカリマンタン東部では、 タイトオイルとシェールガスが堆積している可能性がある。シェールガスは46兆立方フィート、シェール油は79億バレルと推定されており、既存技術で回収可能である。プルタミナはスマトラ島北部のシェールガス探査に水圧破砕法を用いて先導した 。 シェブロンインドネシア支社とNuEnergy Gasは、既存油田での水圧破砕法や新探査工法の専門家である。環境問題と政府による石油価格の上限は、同国における実質的なシェール鉱床の完全な開発に障壁となる。インドネシア東部のスラウェシ島、セラム島、ブル島、イリアンジャヤには海洋環境に堆積したシェールがあり粘土含量の高いインドネシア西部の原石よりも脆く、水圧破砕法に適している可能性がある。

#### コールベッドメタン
カリマンタンとスマトラ島を中心に453兆立方フィートのコールベッドメタンが堆積されているインドネシアは、米国シェールガスのエネルギー比率を再編成する可能性がある。だが開発意欲は低く、2015年の政府目標は1日あたり8.9百万メトリック標準立方フィート（mmscfd）に留まった。

### 再生可能エネルギー
再生可能エネルギー源の供給比率は2010年の主要一次エネルギーの34.5％であり、2015年で発電量の5〜6％の現状から2025年までに26％までの引き上げを目標としている。

#### バイオマス
人口推定55％の約128百万人は田舎の貧困層であり、調理用の燃料として森林から伐採し調達している。

#### 水力発電
0.43GWのマイクロ水力発電を含め、2025年までに2GWの発電量を目標としている。

#### 地熱
地熱エネルギーを利用しており、 再生可能エネルギー政策ネットワークの自然エネルギー世界白書2013によると世界で3番目に大きな地熱発電能力を有している。アメリカ（3.4GW）とフィリピン（1.9GW）に次ぐ1.3GWであり、下位にメキシコ（1.0GW）、イタリア（0.9GW）、ニュージーランド（0.8GW）、アイスランド（0.7GW）、日本（0.5GW）がある。公式の政策として地熱エネルギーの利用増加を奨励しており、主な地熱地帯には西ジャワ州のワヤンウィンドとカモジャンがある。
発展状況は当初の期待より停滞している。様々な技術的、経済的、政治的な問題があり、対策の制定が困難であることが判明した。 

#### パーム油
2014年9月時点でパーム油工場廃水発電による1メガワットの発電実験計画が開始され、パーム油工場が多数ある。

#### 風力発電
非常に少量であるが発電できる。例えば、2011年にジョグジャカルタ州のバンツル・リージェンシーにあるジャワ南岸の小さな村Pandanminoに小規模の試験場が設立されたが、長期的な運用は未定である。

#### 太陽光発電
太陽光発電は比較的未開発であるが、大きな可能性を秘めている。 しかし様々な理由から、電力生産の迅速な拡大は現実的ではない。 農村部を含む急速な太陽光発電設備には、技術的、財政的、経済的、社会的な制約がある。2011年には、22MWhと比較的少量の電力しか生産されなかった。

## 主要企業

### 国内
- 国有石油会社；プルタミナ
- 国有電力会社；Perusahaan Listrik Negara
- 国営ガス会社；Perusahaan Gas Negara
- Bakrie Group傘下のPT Bumi
- インドネシア最大の上場石油・ガス会社；PT Medco Energi International
- インドネシア最大の石炭鉱山会社の一つ；Adaro Energy

### 外資
- アメリカに本拠を置くシェブロン・パシフィック・インドネシアは、インドネシアで最大の原油生産国である。シェブロンはインドネシア原油の約40％を生産した。
- カリマンタンの東マハカムを運営するトタル支社
- エクソンモービルはインドネシアの主要事業者の1つ
- ノルウェーの多国籍企業エクイノールは、2007年から特に東インドネシアで稼働している。
- BPは西パプアのタングーガス田の主要なLNG事業者である。
- コノコフィリップスはナトゥナやスマトラで4つの生産分担契約を締結している。
- 1966年に北スマトラ沖合石油探鉱株式会社として設立された国際石油開発帝石

## 地球温暖化
CO2排出量は2009年にイタリアを上回り、2005年の建設・森林減少を含むすべての温室効果ガス排出量は、中国、アメリカ、ブラジルに次ぐ4位であった。 [42]